# Kerk Baptisten Gemeente (Sneek)
De Kerk Baptisten Gemeente is een kerkgebouw uit de jaren 20 in de wijk Sperkhem van de stad Sneek.
De kerk is in gebruik door een gemeente die is aangesloten bij de Unie van Baptisten Gemeenten in Nederland.
Over de historie van de kerk is weinig duidelijk, wel is bekend dat het gebouw oorspronkelijk niet als kerkgebouw is gebouwd. Het complex van de kerk is in de jaren 20 gebouwd en waarschijnlijk in het begin van de jaren 60 omgebouwd tot kerk. Het complex is in 2000 gerestaureerd. Enige jaren daarvoor is de torenopbouw vervangen door een kleiner kruis.